# 保羅·史金恩茲
保羅·大衛·史金恩茲（英語：Paul David Skenes，/skiːnz/，2002年5月29日—），為美國職棒大聯盟的投手，目前效力於匹茲堡海盜。
2023年大聯盟選秀，史金恩茲以狀元之姿加盟海盜。他被視為是自史蒂芬·史崔斯伯格後最具天賦的投手狀元。而他只在海盜小聯盟打不滿一年，便於2024年登上大聯盟。

## 大學生涯
史金恩茲先在美國空軍學院就讀，並加入當地的棒球隊。2022年，他獲選約翰·歐勒魯德獎，為該年最佳的二刀流選手。
2022年7月28日，史金恩茲轉學到路易斯安那州大就讀。2023年6月22日，他打破了1989年大聯盟選秀狀元，同時也是路易斯安那州大校友—Ben McDonald的校史單季三振紀錄(203次)。
球季結束後，史金恩茲獲選年度最佳投手和迪克·豪瑟獎。後來路易斯安那州大拿下2023年世界大學大賽冠軍，史金恩茲也獲選為系列賽MVP。

## 職業生涯

### 匹茲堡海盜
2023年大聯盟選秀，海盜用首輪狀元籤簽下史金恩茲。他和Dylan Crews也成為大聯盟史上首對在選秀會囊括狀元和榜眼的大學隊友。8月10日，他在小聯盟進行初登板。當時他只有一球的球速在99英里，其餘都超過100英里。而他面對同屆選秀第五順位的Walker Jenkins也是將他三振出局。5天後，史金恩茲就登上1A。再過6天，他就被拉上2A。2024年球季初，史金恩茲已經被拉上3A，而他在3A的防禦率僅有0.99。
2024年5月11日，海盜將史金恩茲拉上大聯盟。他在初登板投出7次三振，但是失3分無關勝敗。5月17日，他投出6局的無安打，並送出11次三振，拿下大聯盟首勝。7月7日，史金恩茲獲選進入明星賽，成為史上首位在菜鳥賽季就入選明星賽的選秀狀元。

## 個人生活
史金恩茲目前與路易斯安那州大體操選手Livvy Dunne交往中。

## 外部連結
- 球員資訊和成績在MLB ，ESPN ，Retrosheet ，Baseball Reference ，Baseball Reference (Minors) ，Fangraphs ，The Baseball Cube （英文）

| 前任： Jackson Holliday | 大聯盟選秀狀元 2024年 | 繼任： 現任 |